# Lijst van Baltimoreanen
Dit is een lijst van bekende personen die in de Amerikaanse stad Baltimore zijn geboren of er een tijd hebben gewoond en er al dan niet zijn overleden. De personen zijn gerangschikt op geboortedatum.

## Geboren in Baltimore

### Voor 1900
- Elizabeth Patterson Bonaparte (1785-1879), eerste vrouw van Jérôme Bonaparte; schoonzus van Napoleon
- John Pendleton Kennedy (1795-1870), politicus en schrijver
- James Gibbons (1834-1921), kardinaal-aartsbisschop van Baltimore
- Charles Joseph Bonaparte (1851-1921), politicus en oprichter van de FBI
- Upton Sinclair (1878-1968), auteur
- Francis Peyton Rous (1879-1970), patholoog en Nobelprijswinnaar (1966)
- H.L. Mencken (1880-1956), journalist
- Francis X. Bushman (1883-1966), acteur
- Raymond Spruance (1886-1969), militair, admiraal van de Amerikaanse marine tijdens de Tweede Wereldoorlog
- Eubie Blake (1887-1983)
- Miriam Cooper (1891-1976), actrice
- Karel Lotsy (1893-1959), Nederlands sportbestuurder
- Babe Ruth (1895-1948), honkballer
- David Bruce (1898-1977), diplomaat
- Lawrence Shehan (1898-1984), kardinaal-aartsbisschop van Baltimore
- Clarence Holiday (1898-1937), jazzmusicus

### 1900–1909
- Chick Webb (1905-1939), drummer
- Mildred Natwick (1905-1994), actrice
- Virginia Hall (1906-1982), spion
- Thurgood Marshall (1908-1993), rechter in het Hooggerechtshof
- James Dudley (1910-2004), professioneel worstelmanager

### 1910–1919
- Harry Klinefelter (1912-1990), internist en grondlegger van het Syndroom van Klinefelter
- Anne Brown (1912-2009), Amerikaans-Noorse zangeres
- Larry Adler (1914-2001), muzikant
- Dorothea Orem (1914-2007), verpleegkundig theoreticus
- Spiro Agnew (1918-1996), vicepresident van de Verenigde Staten, gouverneur van Maryland en advocaat

### 1920–1929
- John Rawls (1921-2002), filosoof
- Ken Hanna (1921-1982), jazz-trompettist en componist
- William Donald Schaefer (1921-2011), burgemeester van Baltimore en gouverneur van Maryland
- Rose Lee Maphis (1922-2021), countrymuzikante
- Leon Uris (1924-2003), schrijver
- John William Middendorf II (1924), koopman, politicus, diplomaat (ambassadeur) en componist
- Martin Rodbell (1925-1998), biochemicus, moleculair endocrinoloog en Nobelprijswinnaar (1994)
- Donald Symington (1925-2013), acteur
- Adrienne Rich (1929-2012), dichteres, docente, essayiste, feministe en woordvoerster voor de lesbische belangen

### 1930–1939
- John Astin (1930), acteur
- James Francis Stafford (1932), kardinaal van de Rooms-Katholieke Kerk
- Jerry Leiber (1933-2011), liedjesschrijver en producent samen met Mike Stoller
- Nicholas Pryor (1935-2024), acteur
- Barbara Mikulski (1936), Democratisch politica
- Anita Gillette (1936), actrice
- Philip Glass (1937), componist
- Arnold Sterling (1938-2015), jazz-saxofonist
- Charles Jencks (1939-2019), architectuurtheoreticus en landschapsarchitect

### 1940–1949
- Nancy Pelosi (1940), Democratisch politica
- Frank Zappa (1940-1993), muzikant
- Cass Elliot (1941-1974), popzangeres (The Mamas and the Papas)
- Barry Levinson (1942), regisseur, scenarist, acteur en filmproducent
- Ric Ocasek (1944-2019), zanger en oprichter van de band The Cars
- John Waters (1946), filmregisseur
- Tom Clancy (1947-2013), schrijver (politieke thrillers)
- Tamara Dobson (1947-2006), fotomodel en actrice
- Robert M. Parker (1947), wijnjournalist
- Dwight Schultz (1947), acteur
- Susan Meiselas (1948), fotografe
- Kweisi Mfume (1948), politicus
- John Bolton (1948), Republikeins politicus
- Christopher Rouse (1949-2019), pianist
- John Rothman (1949), acteur
- Chester Thompson (1948)
- Joni Eareckson Tada (1949), auteur, radiopresentator, zangeres

### 1950–1959
- Howard Ashman (1950-1991), songwriter, toneelregisseur en filmproducent
- Damon Harris (1950-2013), zanger van The Temptations (1971-1975)
- Howard Rollins (1950-1996), acteur
- Elijah Cummings (1951-2019), Democratisch politicus
- Bill Frisell (1951), gitarist en componist
- Marsha Ivins (1951), astronaute
- Edward Witten (1951), wiskundig natuurkundige
- David Hasselhoff (1952), acteur en zanger
- Thomas Jones (1955), astronaut
- Kevin Kilner (1958), acteur

### 1960–1969
- Sophie van Bijsterveld (1960), Nederlands politica (CDA)
- Kevin Clash (1960), Muppet-poppenspeler
- Karin Konoval (1961), actrice
- Penny Johnson Jerald (1961), actrice
- Robert Curbeam (1962), astronaut
- Mike Rowe (1962), commentator, zanger en presentator
- Pam Shriver (1962), tennisster
- Lance Reddick (1962-2023), acteur
- Lester Speight (1963), acteur en filmproducent
- Kevin Chamberlin (1963), acteur
- Larry Clarke (1964), acteur
- Adam Duritz (1964), zanger van Counting Crows en producer
- Matthew Weiner (1965), producer en scenarist
- Joel Bissonnette (1966), acteur
- Chris Renaud (1966), filmregisseur, stemacteur en animator
- Carolyn Lawrence (1967), stemactrice
- Terry Virts (1967), astronaut
- Ben Bass (1968), acteur
- Parker Posey (1968), actrice
- Noelle Beck (1968), actrice
- Thomas Jane (1969), acteur

### 1970–1979
- Julie Bowen (1970), actrice
- Joanna Zeiger (1970), triatlete en zwemster
- Olen Steinhauer (1970), schrijver
- Nicole Ari Parker (1970), actrice
- Dante Washington (1970), voetballer
- Chad Taylor (1970), gitarist van Live
- DMX (1970), rapper
- Josh Charles (1971), acteur
- Jada Pinkett Smith (1971), actrice
- Hasim Rahman (1972), bokser
- Andy Karl (1974), acteur en zanger
- Tracie Thoms (1975), actrice
- Reid Wiseman (1975), astronaut
- Dameon Johnson (1976), atleet
- Anna Faris (1976), actrice
- Brendan Hines (1976), acteur en zanger
- Bernard Williams (1978), sprinter
- James Carter (1978), hordeloper
- Panda Bear (Noah Benjamin Lennox, 1978), muzikant
- Megan Henning (1978), actrice
- Sisqó (1978), zanger
- Brandon Novak (1978), skateboarder
- Stacy Keibler (1979), actrice

### 1980–1989
- Georgia Gould (1980), mountainbikester
- Joel Brown (1980), atleet
- Beth Botsford (1981), zwemster
- E-Dubble (Evan Sewell Wallace, 1982-2017), rapper
- Evan Taubenfeld (1983), zanger en gitarist
- Utkarsh Ambudkar (1983), acteur, zanger en rapper
- Kenny Cooper (1984), voetballer
- Michael Phelps (1985), zwemmer
- Mario Barrett (1986), zanger-acteur
- Penn Badgley (1986), acteur
- John Patrick Amedori (1987), acteur en muzikant
- Bresha Webb (1987), actrice
- Ray Fisher (1987), acteur

### 1990–1999
- Beatrice Capra (1992), tennisspeelster
- Brooke Greenberg (1993-2013), persoon met extreme ontwikkelachterstand, later vastgesteld als het Neotenic Complex Syndrome
- Sydney Blomquist (1993), voetbalster
- Gervonta Davis (1994), bokser

## Overleden
- John Carroll (1735–1815), eerste aartsbisschop van Baltimore (en van de Verenigde Staten)
- Charles Carroll (1737–1832), plantage-eigenaar en ondertekenaar van de Amerikaanse onafhankelijkheidsverklaring
- Edgar Allan Poe (1809–1849), schrijver en dichter
- John Surratt (1844–1916), spion voor de Geconfedereerde Staten
- Henrietta Lacks (1920–1951), baarmoederhalskankerpatiënte van wie de kankercellen aan de basis lagen van de HeLa-cel
- Leon Fleisher (1928–2020), pianist en dirigent
- Wes Unseld (1946–2020), basketballer

## Woonachtig (geweest)
- Elizabeth Ann Seton (1774–1821), heilige, stichter van de eerste Amerikaanse zusterorde (Zusters van Liefde van Sint Jozef)
- Rembrandt Peale (1778–1860), kunstschilder en oprichter Peale Museum
- Jérôme Bonaparte (1784–1860), koning van Westfalen, broer van Napoleon
- Wallis Simpson (1896–1986), socialite
- Al Capone (1899–1947), gangster, in Baltimore werkzaam geweest als boekhouder
- Cab Calloway (1907–1994), opgegroeid in Baltimore, waar hij ook zijn muzieklessen ontving
- Billie Holiday (1915–1959), jazz- en blueszangeres
- Noam Chomsky (1928), taalkundige, filosoof, mediacriticus en politiek activist
- Edwin Frederick O'Brien (1939), aartsbisschop en administrator
- Anne Tyler (1941), schrijfster
- Ben Carson (1951), neurochirurg, schrijver en politicus
- David Simon (1960), journalist, schrijver en scenarist
- Tori Amos (1963), singer-songwriter, pianiste
- Tupac Shakur (1971–1996), rapper
- Amy Schumer (1981), comédienne en actrice